# Tři soutěsky (kaňon)

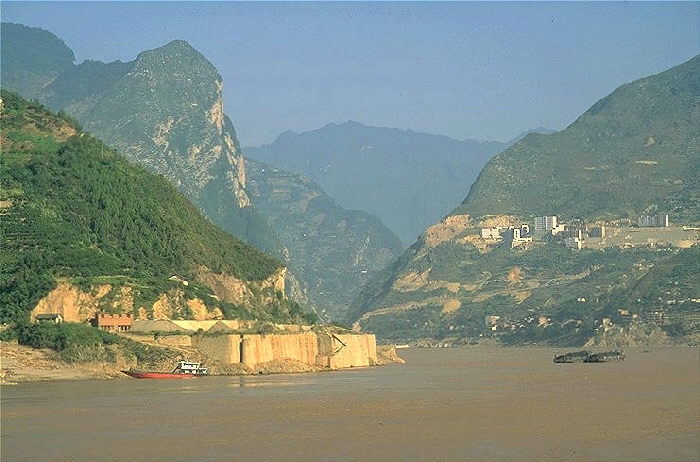
Jang-c’-ťiang v regionu Tří soutěsek

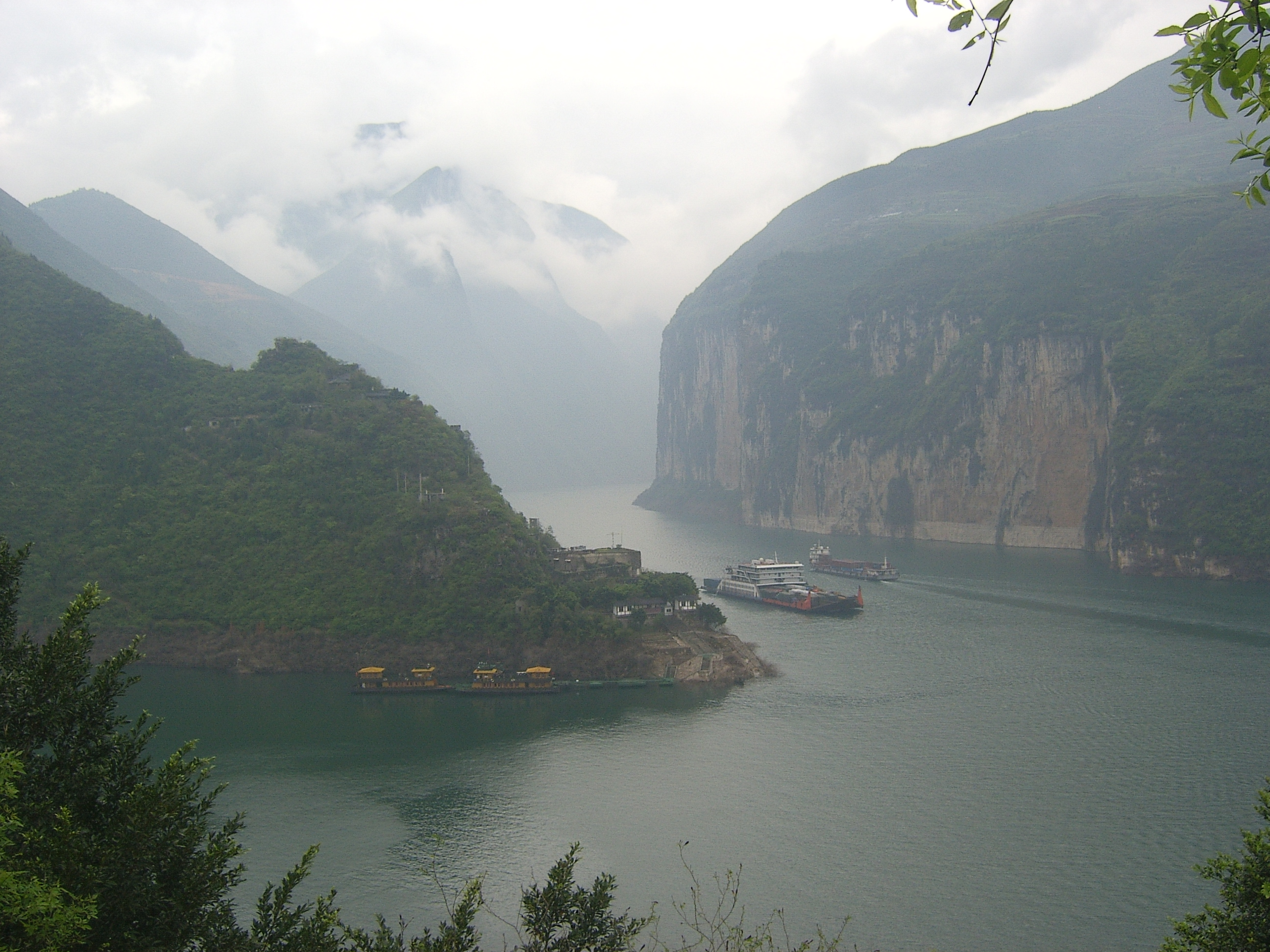
Soutěska Čchü-tchang

Tři soutěsky ( výslovnost, čínsky v českém přepisu San-sia, pchin-jinem Sānxiá, znaky zjednodušené 三峡, tradiční 三峽) je téměř 200 km dlouhá soustava kaňonů řeky Jang-c’-ťiang v čínské provincii Chu-pej a přímo řízeném městě Čchung-čching. Přestože jsou známé svými přírodními krásami, region Tří soutěsek významný i z historického a kulturního hlediska.
Tři soutěsky se táhnou od města Feng-ťie k I-čchangu:
- Nejzápadnější soutěskou je 8 km dlouhá Čchü-tchang-sia (瞿塘峡) mezi vesnicí Paj-ti-čcheng (白帝城) u Feng-ťie a Ta-si. Je zobrazena na desetijüanové bankovce.
- Druhou soutěskou je 45 km dlouhá Wu-sia (巫峡) táhnoucí se z Wu-šanu do Kuan-tu-kchou v okrese Pa-tung
- Třetí soutěskou je 66 km dlouhá Si-ling-sia (西陵峡) mezi C'-kuejem a průsmykem Nan-ťin v I-čchangu.

Oblast Tří soutěsek získala mezinárodní pozornost po zahájení stavby stejnojmenné mimořádně veliké přehradní hráze s elektrárnou.